# Cerny-lès-Bucy
Cerny-lès-Bucy – miejscowość i gmina we Francji, w regionie Hauts-de-France, w departamencie Aisne.
Według danych na styczeń 2014 roku gminę zamieszkiwało 120 osób, a gęstość zaludnienia wynosiła 37,2 osób/km².